# David Strathbogie (Adliger, † 1335)

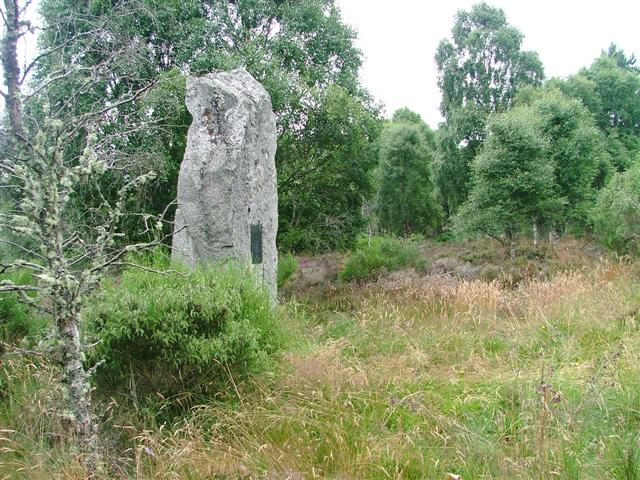
Gedenkstein an die Schlacht von Cublean, in der Strathbogie fiel

David Strathbogie, Earl of Atholl, 2. Baron Strabolgi (auch David of Strathbogie oder David (III) Strathbogie, * 1. Februar 1309; † 30. November 1335 bei Dinnet) war ein englisch-schottischer Magnat.

## Herkunft, Erbe und Erbansprüche
David Strathbogie war der älteste Sohn von David Strathbogie, 10. Earl of Atholl und von dessen Frau Joan Comyn. Er wurde in der Kirche St Nicholas in Newcastle getauft. Sein Vater besaß nicht nur Besitzungen in Norfolk in England, sondern hatte auch Anspruch auf umfangreiche Besitzungen in Schottland und auf den Titel Earl of Atholl. Als Unterstützer des englischen Königs im Krieg gegen Schottland galt sein Titel aber seit 1314 als verwirkt. Beim Tod seines Vaters 1326 erbte Strathbogie den Titel Baron Strabolgi. Obwohl er offiziell noch minderjährig war, erlaubte König Eduard III. ihm im Juli 1327, sein beachtliches Erbe in England anzutreten und lud ihn erstmals 1330 mit Writ of Summons ins englische Parlament. Über seine Mutter hatte er dazu Anspruch auf die Hälfte der schottischen Besitzungen seines Großvaters John Comyn, Lord of Badenoch. Da sein schottisches Erbe jedoch von König Robert I. beschlagnahmt worden war, wurde Strathbogie zu den sogenannten Enterbten gezählt, die Ansprüche auf Ländereien in Schottland hatten. 1330 erhielt er aus dem Erbe seines Großonkels Aymer de Valence Odogh Castle mit den dazugehörigen Ländereien in Irland.

## Teilnahme alsEnterbteran der Invasion Schottlands durch Edward Balliol
1327 nahm Strathbogie an der Weardale Campaign, dem erfolglosen englischen Feldzug gegen ein schottisches Heer in Nordengland teil. Ende 1328 unterstützte er die erfolglose Revolte von Henry of Lancaster gegen das Regime von Roger Mortimer, weshalb seine Besitzungen am 16. Januar 1329 beschlagnahmt wurden. Als enger Freund des jungen Königs Eduard III. spielte er im Oktober 1330 bei dessen Staatsstreich eine wichtige Rolle, bei dem der bisherige Machthaber Roger Mortimer und Königin Isabelle, die Mutter des Königs gestürzt wurden. Strathbogies schottische Ansprüche wurden zwar nicht offiziell von der englischen Krone unterstützt, doch zusammen mit Henry de Beaumont und anderen Enterbten unterstützte er ab 1331 Edward Balliol, der aus dem Exil nach England zurückgekehrt war und nun Ansprüche auf den schottischen Thron erhob. Strathbogie verpfändete seine Güter, und im Sommer 1332 gehörte er mit seinem Gefolge dem Heer an, mit dem Balliol in Schottland landete. Tatsächlich konnte Balliol mit Hilfe der Enterbten zeitweise Teile von Schottland unter seine Kontrolle bringen, worauf er im September 1332 zum schottischen König gekrönt wurde. Im Sommer 1333 nahm Strathbogie an der erfolgreichen Belagerung von Berwick teil, und wenig später konnte er zusammen mit Edward Bohun die Übergabe von Lochmaben Castle entgegennehmen. Während dieser Zeit dienten Strathbogie und Beaumont praktisch als Vertreter des englischen Königs. Sie hatten wesentlichen Anteil an dem Plan von Balliol, der 1333 weite Gebiete Südschottlands der englischen Krone übertragen wollte. Balliol belohnte Strathbogies Dienste, indem er ihm den Titel eines Earl of Atholl wiederherstellte und ihm die Besitzungen von Robert Stewart sowie dessen Amt als Steward of Scotland übertrug. Dennoch kam es in dieser Zeit zu Streitigkeiten zwischen Balliol und den Anführern der Enterbten. Während des schottischen Parlaments im Februar 1334 gab Balliol gegen den Widerspruch von Strathbogie, Beaumont und Richard Talbot den Anspruch von Alexander Mowbray auf das Erbe seines Bruders Philip statt, obwohl dieser drei Töchter hinterlassen hatte.

## Militär während des Zweiten Schottischen Unabhängigkeitskrieg
Strathbogie konnte zunehmend die Unterstützung der bisherigen Vasallen von Robert Stewart in Westschottland gewinnen. Nach dem Streit mit Balliol um das Mowbray-Erbe zog er nach Nordschottland, um seine dortigen Erbansprüche durchzusetzen. Dann kam es jedoch zu einem umfassenden schottischen Aufstand gegen Balliol und die englische Vorherrschaft. Strathbogie wurde am 27. September 1334 in Lochaber von Thomas Randolph, 1. Earl of Moray gestellt, der ihn und seine Männer zwang, dem bisherigen, aber minderjährigen König David II. die Treue zu schwören. Danach ließ Moray Strathbogie frei, der nun als Statthalter von David II. in Nordschottland diente. Der erboste englische König ließ daraufhin Strathbogies Güter in England und Irland beschlagnahmen. Im schottischen Lager kam es um die Besitzungen der Familie Comyn zum Streit. Strathbogie konnte den jüngeren Stewart auf seine Seite ziehen, worauf es zum Streit zwischen Stewart und Moray kam. Dieser konnte selbst durch ein Parlament im April 1335 in Dairsie nicht beigelegt werden. Als dann im August 1335 ein englisches Heer bis nach Perth vorstieß, sandte Strathbogie Alexander und Geoffrey Mowbray, Godfrey Ross, Eustace Lorraine und William Bullock als Unterhändler nach Perth. Sie erreichten, dass nicht nur Strathbogie, sondern auch Stewart ohne Repressalien die Seiten wechseln konnte. Strathbogie blieb Statthalter von Nordschottland, doch dieses Mal im Auftrag von Edward Balliol. Im Oktober ernannte ihn Balliol dazu zum Guardian of Scotland nördlich des Forth. Strathbogie agierte nun zunehmend rücksichtsloser und schien fest entschlossen, den Widerstand der Unterstützer von David II. zu brechen. Als er Kildrummy Castle in Mar belagerte, das von Christian Bruce, einer Schwester von David II. verteidigt wurde, stellte Andrew Murray, der neue Guardian der Anhänger von David II. ein Entsatzheer auf. Als Murray mit diesem Heer nach Norden zog, zog Strathbogie ihm in den Wald von Culblean entgegen, um ihn zur Schlacht zu stellen. Er bezog nördlich des Dee eine defensive Position, doch seine Truppen wurden in der Schlacht von Culblean geschlagen. Mit wenigen Getreuen bis zum Ende kämpfend, fiel Strathbogie in der Schlacht.

## Ehe und Nachkommen
Strathbogie hatte Catherine de Beaumont († 1368), eine Tochter von Henry de Beaumont geheiratet. Mit ihr hatte er einen Sohn:
- David Strathbogie, 3. Baron Strabolgi (1332–1369)

Catherine war nach der Niederlage und dem Tod ihres Mannes in Lochindorb Castle schottischen Angriffen ausgesetzt, die sie jedoch erfolgreich abwehren konnte. 1336 führte Eduard III. selbst eine Armee zu ihrer Rettung, mit der sie nach England zurückkehrte.